# Paul Dirac
Paul Adrien Maurice Dirac (čti [dɪ'ræk]) (8. srpna 1902 – 20. října 1984) byl britský vědec, matematik a teoretický fyzik, který se zabýval kvantovou teorií, obecnou teorií relativity a kosmologií. Předpověděl existenci antihmoty. Za svoji základní práci v kvantové fyzice získal v roce 1933 společně s Erwinem Schrödingerem Nobelovu cenu.

## Raný život a studium
Paul Dirac se narodil v západoanglickém Bristolu jako prostřední ze tří dětí frankofonního Švýcara Charlese Adriena Ladislase Diraca a Cornwalanky Florence Hannah Holten. Otec byl profesorem literatury na Bristolské univerzitě (jako tzv. hostující profesor) a matka, dcera kapitána obchodní lodi, byla knihovnicí. Rodina obdržela britské občanství až r. 1919; do té doby pobývali v Británii jako švýcarští občané. Autoritativní otec trval na výlučně francouzské výchově svých dětí a neváhal je dokonce fyzicky trestat za chyby ve výslovnosti. Dusné rodinné poměry a potlačovaný odpor k otci se na Paulově povaze silně podepsaly: jeho pozdější mlčenlivost, uzavřenost a nepříliš vstřícné chování ve společnosti jsou přičítány právě těmto zážitkům z dětství. Dirac byl znám svou neosobností a tvrdou kritikou věcí, které se protivily jeho pohledu na svět.
Ve 12 letech (právě v roce začátku 1. sv. války) nastoupil na průmyslovou střední školu Merchant Venturers’ Technical College, ve své době výjimečnou důrazem na přírodní vědy a výuku živých jazyků. O 4 roky později zahájil studium elektroinženýrství přímo na univerzitě v Bristolu, kde r. 1921 získal titul bakaláře elektrotechniky. O dva roky později se stal magistrem v oboru matematika. V letech 1924–1926 studoval v Cambridge na St. John’s College, kterou ukončil obhajobou doktorské dizertační práce Quantum Mechanics (Kvantová mechanika). Navázal v ní na svůj článek z r. 1925 The Quantum Theory of the Electron (Kvantová teorie elektronu), když matematicky interpretoval základní principy kvantové mechaniky. K jeho nejbližším přátelům v Cambridge patřil sovětský fyzik P. L. Kapica. V roce 1927 krátce pobýval jako stipendista na Kodaňské univerzitě u Nielse Bohra, potom odjel do Göttingenu, kde se setkal s Maxem Bornem a se svými vrstevníky Robertem Oppenheimerem a Igorem Tammem. Na zpáteční cestě do Anglie strávil několik týdnů v Leidenu u Paula Ehrenfesta.

## Profesionální kariéra
Od roku 1927 působil Dirac jako profesor matematiky na Univerzitě v Cambridgi až do roku 1969. Často přednášel v různých zemích. Už v roce 1929 podnikl s Wernerem Heisenbergem velkou cestu do USA, odkud po pěti měsících pokračoval do Japonska a přes Sovětský svaz do Evropy. Se sovětskými vědci udržoval kontakty až do druhé světové války. V roce 1931 se stal Dirac zahraničním členem Akademie věd SSSR.
V letech 1928 a 1930 publikoval dvě práce o kvantové mechanice Quantum Theory of Electron (Kvantová teorie elektronu) a The principles of Quantum Mechanics (Principy kvantové mechaniky), které byly důvodem pro udělení Nobelovy ceny za fyziku v roce 1933. V roce 1932 byl Paul Dirac jmenován lukasiánským profesorem matematiky na Univerzitě v Cambridgi a v této funkci setrval 37 let. V roce 1930 se stal členem Královské společnosti (Royal society) v Londýně.
V roce 1937 se oženil s Margitou Balászovou-Wignerovou, sestrou Eugena Wignera. Paul Dirac adoptoval její dvě děti z předchozího manželství a spolu měli ještě dvě dcery. Byl plně soustředěný na svou práci, neměl žádné záliby kromě pěší a horské turistiky.
V roce 1969 se Paul Dirac s rodinou přestěhoval do USA, kde působil nejprve na univerzitě v Miami (1969–1971), později jako profesor fyziky na univerzitě v Tallahassee na Floridě (1971–1984). V letech 1973–1975 přednášel v Ioffeho fyzikálně-technickém institutu (Fiztěch) v Leningradě.

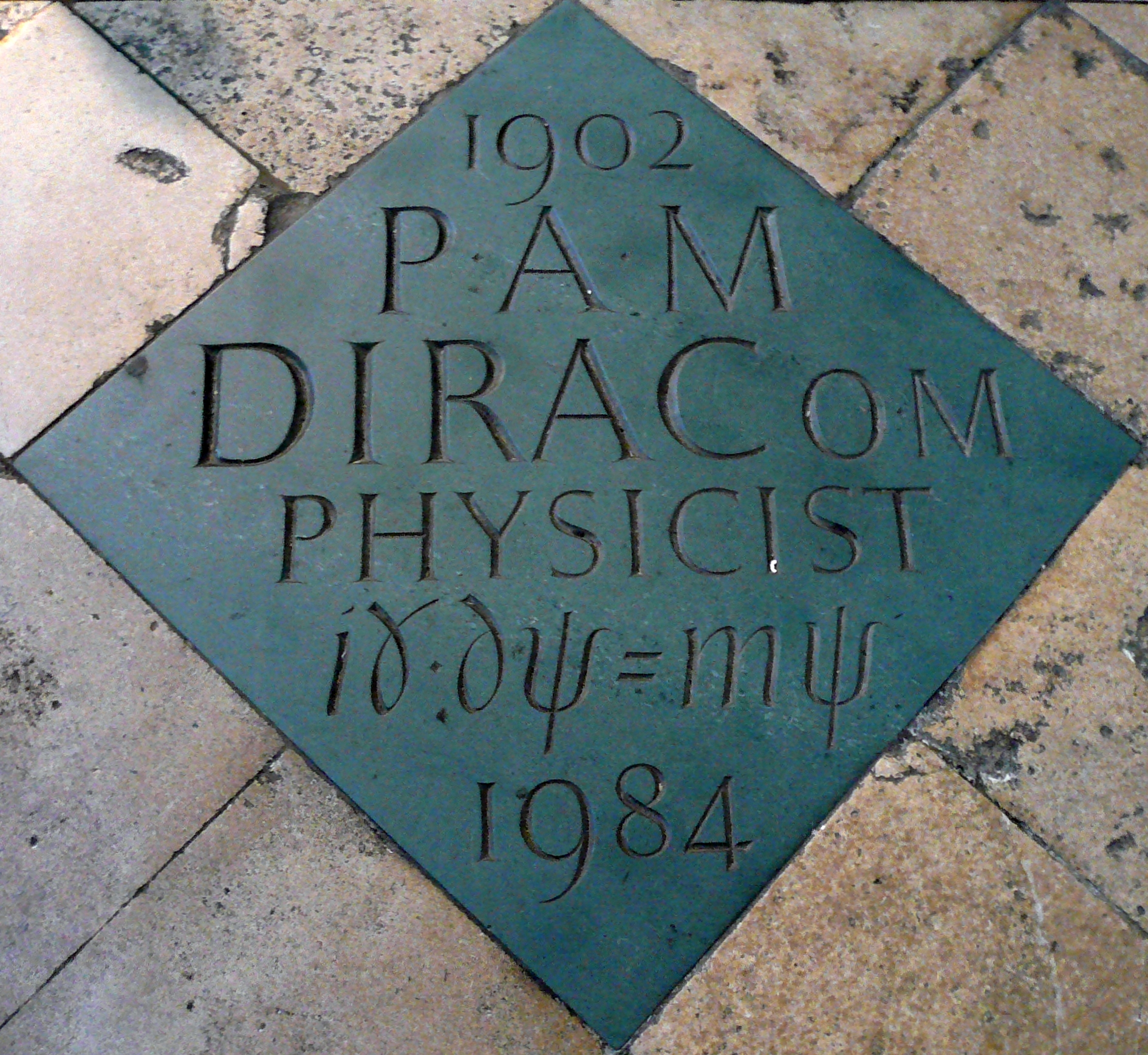
Pamětní deska ve Westminsterském opatství

Paul Dirac zemřel v roce 1984 na Floridě a byl pohřben na hřbitově v Tallahassee. V roce 1995 mu byla zřízena pamětní deska ve Westminsterském opatství v Londýně mezi nejvýznačnějšími osobnostmi britského království.

## Vědecké úspěchy
Je znám především tím, že jako první formuloval relativistickou kvantově-mechanickou rovnici popisující elektron (a obecněji částice se spinem 1/2), která se na jeho počest nazývá Diracova rovnice a která ho vedla k předpovědi existence pozitronu (antičástice elektronu), který byl později v roce 1932 pozorován Carlem D. Andersonem. Chování volných elektronů v kovu, známé jako Fermiho–Diracovo rozdělení popsal v kvantové statistice.
Jeho práce na kvantové teorii emise a absorpce záření byla jedna z prvních prací kvantové elektrodynamiky. Přispěl také významnou měrou k rozvoji formalismu kvantová teorie zavedením tzv. braketové notace nazývané též Diracova notace. Je také autorem sporné kosmologické teorie, tzv. hypotézy velkých čísel. Byl jedním z prvních fyziků pokoušejících se o skloubení kvantové teorie s teorií gravitace. Vytvořil obecnou kvantovou teorii pole a teorii kvantování na zakřiveném časoprostoru.
Koncem padesátých let pracoval na nové formulaci obecné teorie relativity a v sedmdesátých letech se věnoval studiu relativistických rovnic. Předpověděl existenci magnetických monopólů.
Napsal mnoho vědeckých publikací a několik knih. Nejznámější z nich je učebnice Principles of Quantum Mechanics (Principy kvantové mechaniky) publikovaná v roce 1930, ve které Dirac elegantně shrnul jak maticovou mechaniku Wernera Heisenberga, tak vlnovou mechaniku Erwina Schrödingera a sjednotil je v rámci jednotného matematického popisu, ve kterém jsou měřitelné fyzikální veličiny reprezentovány operátory působícími na Hilbertově prostoru vlnových funkcí, které popisují v kvantové teorii stav fyzikálního systému. Za tím účelem zavedl braketovou notaci a tzv. Diracovu delta funkci.

## Ocenění
Kromě Nobelovy ceny za fyziku (1933) obdržel Paul Dirac od britské Královské společnosti Královskou medaili (1939) a Copleyovu medaili (1952) za přínos k relativistické dynamice částic v kvantové mechanice. V roce 1973 byl vyznamenán Řádem za zásluhy (Order of Merit). Byl členem mnoha zahraničních akademií v USA, Evropě, Indii, SSSR i Vatikánu.
Na jeho počest jsou od roku 1985 třemi odbornými společnostmi každoročně udělovány Diracovy medaile za vynikající práce z teoretické fyziky, matematiky a počítačové chemie.